# European Sevens Championship Femenino 2008
El European Sevens Championship Femenino de 2008 fue la sexta edición del campeonato de selecciones nacionales femeninas europeas de rugby 7.

## Fase de grupos

### Grupo A
| Equipo          | Encuentros | Encuentros | Encuentros | Encuentros | Tantos  | Tantos    | Tantos     | Puntos |
| Equipo          | jugados    | ganados    | empatados  | perdidos   | a favor | en contra | diferencia | Puntos |
| --------------- | ---------- | ---------- | ---------- | ---------- | ------- | --------- | ---------- | ------ |
| Rusia           | 3          | 3          | 0          | 0          | 76      | 10        | +66        | 9      |
| Francia         | 3          | 2          | 0          | 1          | 103     | 17        | +86        | 7      |
| Portugal        | 3          | 1          | 0          | 2          | 43      | 47        | -4         | 5      |
| República Checa | 3          | 0          | 0          | 3          | 5       | 153       | -148       | 3      |

### Grupo B
| Equipo     | Encuentros | Encuentros | Encuentros | Encuentros | Tantos  | Tantos    | Tantos     | Puntos |
| Equipo     | jugados    | ganados    | empatados  | perdidos   | a favor | en contra | diferencia | Puntos |
| ---------- | ---------- | ---------- | ---------- | ---------- | ------- | --------- | ---------- | ------ |
| Inglaterra | 3          | 3          | 0          | 0          | 127     | 0         | +127       | 9      |
| Alemania   | 3          | 2          | 0          | 1          | 78      | 48        | +30        | 7      |
| Suecia     | 3          | 1          | 0          | 2          | 46      | 80        | -34        | 5      |
| Andorra    | 3          | 0          | 0          | 3          | 14      | 137       | -123       | 3      |

### Grupo C
| Equipo       | Encuentros | Encuentros | Encuentros | Encuentros | Tantos  | Tantos    | Tantos     | Puntos |
| Equipo       | jugados    | ganados    | empatados  | perdidos   | a favor | en contra | diferencia | Puntos |
| ------------ | ---------- | ---------- | ---------- | ---------- | ------- | --------- | ---------- | ------ |
| España       | 3          | 3          | 0          | 0          | 114     | 24        | +90        | 9      |
| Países Bajos | 3          | 2          | 0          | 1          | 106     | 28        | +78        | 7      |
| Rumania      | 3          | 1          | 0          | 2          | 39      | 71        | -32        | 5      |
| Israel       | 3          | 0          | 0          | 3          | 0       | 136       | -136       | 3      |

### Grupo D
| Equipo    | Encuentros | Encuentros | Encuentros | Encuentros | Tantos  | Tantos    | Tantos     | Puntos |
| Equipo    | jugados    | ganados    | empatados  | perdidos   | a favor | en contra | diferencia | Puntos |
| --------- | ---------- | ---------- | ---------- | ---------- | ------- | --------- | ---------- | ------ |
| Italia    | 3          | 3          | 0          | 0          | 110     | 5         | +105       | 9      |
| Gales     | 3          | 2          | 0          | 1          | 76      | 38        | +38        | 7      |
| Finlandia | 3          | 1          | 0          | 2          | 17      | 93        | -76        | 5      |
| Moldavia  | 3          | 0          | 0          | 3          | 15      | 82        | -67        | 3      |

## Fase Final

#### Copa de oro
|  | Cuartos de final | Cuartos de final | Cuartos de final |              |              | Semifinales  | Semifinales | Semifinales |       |              | Copa         | Copa         | Copa |  |
|  |                  |                  |                  |              |              |              |             |             |       |              |              |              |      |  |
|  |                  |                  |                  |              |              |              |             |             |       |              |              |              |      |  |
|  | Inglaterra       | Inglaterra       | 29               |              |              |              |             |             |       |              |              |              |      |  |
|  | Inglaterra       | Inglaterra       | 29               |              |              |              |             |             |       |              |              |              |      |  |
|  | Francia          | Francia          | 7                |              |              |              |             |             |       |              |              |              |      |  |
|  | Francia          | Francia          | 7                |              | Inglaterra   | Inglaterra   | 10          |             |       |              |              |              |      |  |
|  |                  |                  |                  |              | Inglaterra   | Inglaterra   | 10          |             |       |              |              |              |      |  |
|  |                  |                  | España           | España       | 0            |              |             |             |       |              |              |              |      |  |
|  | España           | España           | España           | España       | 0            | 14           |             |             |       |              |              |              |      |  |
|  | España           | España           |                  |              |              |              |             |             |       |              |              |              |      |  |
|  | Gales            | Gales            | 5                |              |              |              |             |             |       |              |              |              |      |  |
|  | Gales            | Gales            | 5                |              |              |              |             |             |       | Inglaterra   | Inglaterra   | 52           |      |  |
|  |                  |                  |                  |              |              |              |             |             |       | Inglaterra   | Inglaterra   | 52           |      |  |
|  |                  |                  | Países Bajos     | Países Bajos | 0            |              |             |             |       |              |              |              |      |  |
|  | Países Bajos     | Países Bajos     | Países Bajos     | Países Bajos | 0            | 5            |             |             |       |              |              |              |      |  |
|  | Países Bajos     | Países Bajos     |                  |              |              |              |             |             |       |              |              |              |      |  |
|  | Italia           | Italia           | 0                |              |              |              |             |             |       |              |              |              |      |  |
|  | Italia           | Italia           | 0                |              | Países Bajos | Países Bajos | 21          |             |       | Tercer lugar | Tercer lugar | Tercer lugar |      |  |
|  |                  |                  |                  |              | Países Bajos | Países Bajos | 21          |             |       | Tercer lugar | Tercer lugar | Tercer lugar |      |  |
|  |                  |                  | Rusia            | Rusia        | 12           |              |             |             |       |              |              |              |      |  |
|  | Rusia            | Rusia            | Rusia            | Rusia        | 12           | 20           |             |             | Rusia | Rusia        | 10           |              |      |  |
|  | Rusia            | Rusia            |                  |              |              |              |             |             | Rusia | Rusia        | 10           |              |      |  |
|  | Alemania         | Alemania         | 5                |              |              |              |             |             |       |              | España       | España       | 5    |  |
|  | Alemania         | Alemania         | 5                |              |              |              |             |             |       |              | España       | España       | 5    |  |
|  |                  |                  |                  |              |              |              |             |             |       |              |              |              |      |  |

| Bandera de Inglaterra |
| Campeón Inglaterra    |
| Tercer título         |